# Ringer-Europameisterschaften 1938
Die Ringer-Europameisterschaften 1938 fanden Ende April in Tallinn in Estland statt. Es gab nur ein Turnier im griechisch-römischen Stil.

## Ergebnisse
| Klasse | Gold               | Silber              | Bronze              |
| ------ | ------------------ | ------------------- | ------------------- |
| -56 kg | Väinö Perttunen    | Kurt Pettersen      | Ferdinand Schmitz   |
| -61 kg | Kustaa Pihlajamäki | Egon Svensson       | Egil Solsvik        |
| -66 kg | Lauri Koskela      | Heinrich Nettesheim | Gösta Andersson     |
| -72 kg | Fritz Schäfer      | Rudolf Svedberg     | Antti Mäki          |
| -79 kg | Ivar Johansson     | Georgs Ozoliņš      | Voldemar Roolaan    |
| -87 kg | Axel Cadier        | Nikolai Karklin     | Werner Seelenbinder |
| +87 kg | Johannes Kotkas    | John Nyman          | Mehmet Çoban        |

## Medaillenspiegel
| Rang | Land            | Gold | Silber | Bronze |
| ---- | --------------- | ---- | ------ | ------ |
| 1    | Finnland        | 3    | 0      | 1      |
| 2    | Schweden        | 2    | 5      | 1      |
| 3    | Deutsches Reich | 1    | 1      | 2      |
| 4    | Estland         | 1    | 1      | 1      |
| 5    | Lettland        | 0    | 1      | 0      |
| 6    | Türkei          | 0    | 0      | 1      |
|      | Norwegen        | 0    | 0      | 1      |